# Káto Petálion
Káto Petálion (Kato Petali) är en ort i Grekland.   Den ligger i prefekturen Kykladerna och regionen Sydegeiska öarna, i den sydöstra delen av landet, 140 km sydost om huvudstaden Aten. Káto Petálion ligger 163 meter över havet och antalet invånare är 109. Den ligger på ön Sifnos.
Terrängen runt Káto Petálion är kuperad åt sydväst, men österut är den platt. Havet är nära Káto Petálion åt nordost.  Närmaste större samhälle är Apollonía, 0,60 km väster om Káto Petálion. 